# Sosígenes Costa
Sosígenes Marinho Costa (Belmonte, 11 de novembro de 1901 - Rio de Janeiro, 5 de novembro de 1968) foi um poeta, jornalista e professor brasileiro. Participou da Academia dos Rebeldes, grupo literário modernista liderado pelo jornalista e escritor baiano Pinheiro Viégas (1865-1937).

## Biografia
Nascido em Belmonte, sul da Bahia, cidade presente em diversos dos seus poemas. No início dos anos 1920 começou a publicar seu versos em jornais e revistas. Aos 25 anos mudou-se para Ilhéus, cidade em que produziu a maior parte de sua obra e onde trabalhou como professor primário, telegrafista, escriturário e secretário da Associação Comercial. A partir de 1928 estreou na imprensa e colaborou como redator no jornal Diário da Tarde e, esporadicamente, com periódicos de Salvador, Rio de Janeiro e São Paulo. No mesmo ano, devido à sua paixão pela literatura, ingressou na Academia dos Rebeldes, grupo modernista liderado por Pinheiro Viégas,  e composta por Alves Ribeiro, Clovis Amorim, Dias da Costa, Da Costa Andrade, Jorge Amado, Walter da Silveira, dentre outros que tinham o desejo de mudar a literatura baiana juntamente com os grupos de Samba e Arco & Flexa. Aposentou-se em 1954 como telegrafista do antigo DCT (Departamento de Correios e Telégrafos)), um tempo depois mudou-se para o Rio de Janeiro, onde residiu até a sua morte em 1968. Seu primeiro livro foi Obra Poética publicado em 1959 pela editora Leitura, pelo qual recebeu o Prêmio Jabuti de Poesia e o Prêmio Paula Brito.

## Reconhecimento
A Biblioteca Pública Municipal da cidade de Belmonte , instalada no Prédio do Instituto de Cacau da Bahia leva seu nome.
O campus da Universidade Federal do Sul da Bahia (UFSB), localizado em Porto Seguro, também foi batizado com o seu nome.
Foi o vencedor em 1960 na segunda edição do Prêmio Jabuti de Literatura, categoria Poesia como o livro Obra Poética.
Também como o livro Obra Poética foi o vencedor, no Rio de Janeiro, do Prêmio Paula Brito.

## Livros publicados
- Obra Poética, 1959 - Editora Leitura.
- Iararana, 1979 -  Editora Cultrix.
- Poesia completa, 2001 - Conselho Estadual de Cultura da Bahia.
- Crônicas & Poemas Recolhidos, 2001 - Fundação Cultural de Ilhéus.